# Matthew Tindal
Matthew Tindal (1655-1733) est un déiste anglais.
Né dans le Devonshire le 10 avril 1655, il est reçu docteur en droit après sa formation à Lincoln College à Oxford. Après avoir servi dans les troupes de Jacques II jusqu'à ce que ce monarque soit détrôné, il devient écrivain et combat ce prince dans ses écrits. Vantant les mérites du gouvernement de Guillaume, il obtient une pension de 200 livres jusqu'à son décès.

## Œuvres
On a de lui :
- Essay of Obedience to the Supreme Powers (1694) ;
- Essay on the Power of the Magistrate and the Rights of Mankind in Matters of Religion (1697) ;
- The Liberty of the Press (1698) ;
- The Rights of the Christian Church associated against the Romish and all other priests who claim an independent power over it (paru anonymement en 1706). Cet ouvrage, qui proclamait la suprématie de l'État sur l'Église, fut condamné au feu par ordre de la Chambre des communes ;
- Christianity as Old as the Creation (1730). Ce livre fut considéré comme la « Bible » du déisme, et Voltaire y puisa une partie de ses objections.